# Asparagus longipes
Espèce
Asparagus longipes Baker est une espèce de plantes à fleurs monocotylédones de la famille des Asparagaceae, du genre Asparagus,, présente en Afrique tropicale.

## Description
C'est un arbuste mince, grimpant, avec de nombreuses branches. 

## Distribution
Originaire du Cameroun, elle a été introduite au Ghana en 1936. On la retrouve au Mont Cameroun.